# Олбані (Індіана)
Олбані (англ. Albany) — місто (англ. town) в США, в округах Делавер і Рендолф штату Індіана. Населення — 2295 осіб (2020).

## Географія
Олбані розташоване за координатами 40°18′21″ пн. ш. 85°13′56″ зх. д. / 40.30583° пн. ш. 85.23222° зх. д. (40.305966, -85.232140).  За даними Бюро перепису населення США в 2010 році місто мало площу 4,56 км², з яких 4,54 км² — суходіл та 0,02 км² — водойми. В 2017 році площа становила 5,18 км², з яких 5,16 км² — суходіл та 0,02 км² — водойми.

## Демографія
Згідно з переписом 2010 року, у місті мешкало 2165 осіб у 924 домогосподарствах у складі 602 родин. Густота населення становила 475 осіб/км².  Було 1060 помешкань (233/км²).
Расовий склад населення:
| - 97,2 % — білих - 0,6 % — чорних або афроамериканців - 0,2 % — азіатів |

До двох чи більше рас належало 1,6 %. Частка іспаномовних становила 1,1 % від усіх жителів.
За віковим діапазоном населення розподілялося таким чином: 24,8 % — особи молодші 18 років, 59,7 % — особи у віці 18—64 років, 15,5 % — особи у віці 65 років та старші. Медіана віку мешканця становила 40,3 року. На 100 осіб жіночої статі у місті припадало 90,4 чоловіків;  на 100 жінок у віці від 18 років та старших — 88,1 чоловіків також старших 18 років.
Середній дохід на одне домашнє господарство  становив 54 167 доларів США (медіана — 45 813), а середній дохід на одну сім'ю — 62 502 долари (медіана — 57 344). Медіана доходів становила 40 656 доларів для чоловіків та 32 297 доларів для жінок. За межею бідності перебувало 13,4 % осіб, у тому числі 19,0 % дітей у віці до 18 років та 5,3 % осіб у віці 65 років та старших.
Цивільне працевлаштоване населення становило 1017 осіб. Основні галузі зайнятості: освіта, охорона здоров'я та соціальна допомога — 24,9 %, виробництво — 23,4 %, роздрібна торгівля — 9,4 %, транспорт — 6,9 %.